# Platyrrhinus chocoensis
Platyrrhinus chocoensis es una especie de murciélago de la familia Phyllostomidae.

## Distribución geográfica
Es endémica de Colombia y Ecuador, donde se encuentra en la región del Chocó.

## Hábitat
Se encuentra en altitudes desde 35 hasta 305 metros.

## Estado de conservación
Se encuentra amenazada de extinción por la pérdida de su hábitat natural